# Hanbun Fushigi
Singles de CoCo
Equal Romance
(1989) Natsu no Tomodachi
(1990)
Hanbun Fushigi (はんぶん不思議) est le 2e single du groupe CoCo, sorti en 1990.

## Présentation
Le single sort le 14 janvier 1990 au Japon sous le label Pony Canyon, aux formats mini-CD single de 8 cm et K7, ainsi que dans une version promotionnelle au format disque vinyle. Il atteint la 4e place du classement de l'Oricon et reste classé pendant onze semaines, pour un total de 137 450 exemplaires vendus durant cette période. Il restera le single le plus vendu du groupe.
La version CD du single contient une deuxième chanson, Tenshi no Chime, et la version K7 contient ces deux chansons en "face A" plus ses versions instrumentales en "face B". Les deux chansons, dont les paroles sont écrites par Neko Oikawa, figureront sur l'album Strawberry qui sortira deux mois plus tard ; elles seront également présentes sur la compilation CoCo Uta no Daihyakka Sono 1 de 2008. La chanson Hanbun Fushigi, l'un des titres les plus connus du groupe, figurera aussi sur la plupart de ses compilations, dont CoCo Ichiban!, Singles, My Kore! Kushon CoCo Best, Straight + Single Collection, et My Kore! Lite Series CoCo.

## Liste des titres
Toutes les paroles sont écrites par Neko Oikawa.
| 1. | Hanbun Fushigi (はんぶん不思議)  | Masayuki Iwata (岩田雅之)    | Nobuo Ariga (有賀啓雄)  | 3:50 |
| 2. | Tenshi no Chime (天使のチャイム) | Mioko Yamaguchi (山口美央子) | Seiji Kameda (亀田誠治) | 3:18 |

K7
- Side A : Hanbun Fushigi (はんぶん不思議?), Tenshi no Chime (天使のチャイム?)
- Side B : Hanbun Fushigi, Tenshi no Chime (Original Karaoke) (はんぶん不思議、天使のチャイム) (オリジナル・カラオケ?)